# Miya Tachibana
Miya Tachibana (jap. 立花美哉 Tachibana Miya; ur. 12 grudnia 1974 w Ōtsu) – japońska pływaczka synchroniczna, pięciokrotna medalistka olimpijska (Atlanta, Sydney, Ateny), mistrzyni świata.
W 1996 wzięła udział w letnich igrzyskach olimpijskich w Atlancie, w ich trakcie pływaczka uczestniczyła w rywalizacji zespołów, razem z reprezentantkami swego kraju uzyskała rezultat 97,753 pkt dający brązowy medal. W 2000 wystartowała w letnich igrzyskach olimpijskich w Sydney. W ich ramach uczestniczyła w rywalizacji duetów oraz drużyn, w tych konkurencjach zawodniczka uzyskała wyniki odpowiednio 98,65 i 98,86 pkt – dzięki nim otrzymała dwa srebrne medale olimpijskie. Cztery lata później wzięła udział w letnich igrzyskach olimpijskich rozgrywanych w Atenach – w rywalizacji duetów uzyskała wynik 98,417 pkt i wywalczyła srebrny medal, natomiast w rywalizacji drużyn uzyskała wynik 98,501 pkt dający także srebrny medal olimpijski.
Począwszy od 1994 roku, czterokrotnie startowała w mistrzostwach świata – medale zdobywała na czempionatach w Rzymie (1 srebrny i 1 brązowy), Perth (2 srebrne, 1 brązowy), Fukuoce (1 złoty, 1 brązowy) oraz Barcelonie (2 srebrne). W latach 1994–2002 na igrzyskach azjatyckich (Hiroszima, Bangkok, Pusan) wywalczyła pięć złotych medali.